# Szombathelyi kistérség

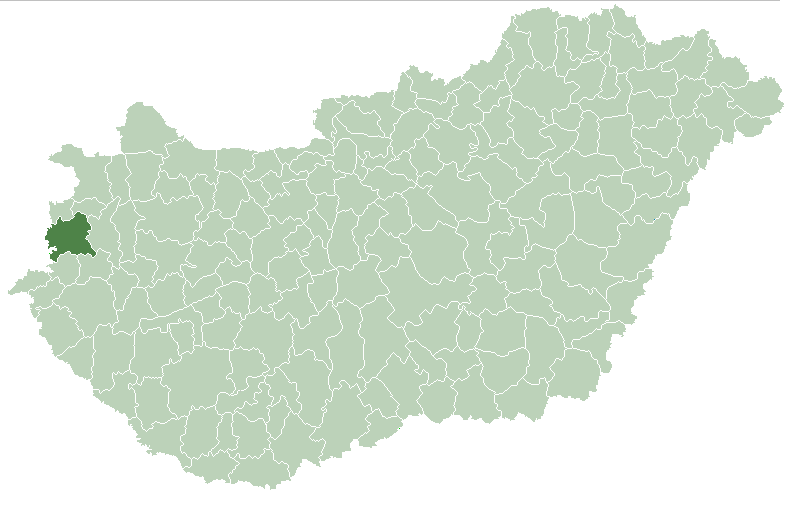
A Szombathelyi kistérség

A Szombathelyi kistérség egy kistérség volt Vas megyében, központja Szombathely volt. 2014-ben az összes többi kistérséggel együtt megszűnt.

## Települései
| Acsád              | Balogunyom  | Bozzai       | Bucsu        | Csempeszkopács |
| Dozmat             | Felsőcsatár | Gencsapáti   | Gyanógeregye | Horvátlövő     |
| Ják                | Kisunyom    | Meszlen      | Nárai        | Narda          |
| Nemesbőd           | Nemeskolta  | Perenye      | Pornóapáti   | Rábatöttös     |
| Rum                | Salköveskút | Sé           | Sorkifalud   | Sorkikápolna   |
| Sorokpolány        | Söpte       | Szentpéterfa | Szombathely  | Tanakajd       |
| Táplánszentkereszt | Torony      | Vasasszonyfa | Vaskeresztes | Vassurány      |
| Vasszécseny        | Vasszilvágy | Vát          | Vép          | Zsennye        |

## Nevezetességei
- Jáki templom